# Tuffé
Tuffé – miejscowość i dawna gmina we Francji, w regionie Kraj Loary, w departamencie Sarthe. W 2013 roku jej populacja wynosiła 1646 mieszkańców. 
W dniu 1 stycznia 2016 roku z połączenia dwóch ówczesnych gmin – Saint-Hilaire-le-Lierru oraz Tuffé – utworzono nową gminę Tuffé-Val-de-la-Chéronne. Siedzibą gminy została miejscowość Tuffé. 